# Johannes Hentschel
Johannes Hentschel (ur. 10 maja 1908 w Berlinie, zm. 27 kwietnia 1982 w Achern) – niemiecki mechanik w „bunkrze Führera” będący ostatnią osobą, która w nim przebywała, w momencie wkroczenia do niego żołnierzy Armii Czerwonej 2 maja 1945 roku. 

## Życiorys
Johannes Hentschel został zatrudniony 4 lipca 1934 roku jako mechanik do prywatnych pomieszczeń kanclerza Niemiec Adolfa Hitlera w budynku Starej Kancelarii Rzeszy. W 1945 roku podczas bitwy o Berlin, odpowiadał za prawidłowe działanie maszyn w „bunkrze Führera”.
We wczesnych godzinach porannych 2 maja 1945 roku telefonista Rochus Misch i Hentschel byli dwiema ostatnimi osobami pozostającymi w bunkrze. Wymienili listy do swoich żon na wypadek, gdyby coś im się stało. Następnie Misch opuścił bunkier, aby spróbować przedrzeć się przez pierścień wojsk radzieckich w centralnej części miasta. Hentschel pozostał w bunkrze po tym, jak wszyscy inni albo popełnili samobójstwo albo uciekli, ponieważ szpital polowy dla rannych znajdujący się powyżej potrzebował prądu i wody. Poddał się żołnierzom Armii Czerwonej, gdy 2 maja weszli do bunkra i został zwolniony z niewoli 4 kwietnia 1949 roku. Johannes Hentschel zmarł w roku 1982 w zachodnioniemieckim mieście Achern.

## Film
- w filmie Bunkier (1981), w rolę Johannesa Hentschla wcielił się angielski aktor Martin Jarvis[3],
- w filmie Upadek (2004), w rolę Johannesa Hentschla wcielił się niemiecki aktor Oliver Stritzel[4].